# Cabixi
Cabixi es un municipio brasileño del estado de Rondônia.
Se localiza a una latitud 13º29'52" sur y a una longitud 60º33'15" oeste, a una altitud de 230 metros. Su población estimada en 2006 era de 7.421 habitantes. 
Posee un área de 1.314 km².